# مهرجان الجزائر الدولي للسينما 2015
مهرجان الجزائر الدولي للسينما 2015 وهي الدورة السادسة لمهرجان الجزائر الدولي للسينما وستعرض تسعة أفلام طويلة وعشرة أفلام وثائقية تمثل عدة بلدان، بينها الجزائر، وسويسرا، وبلجيكا، ومدغشقر، والولايات المتحدة، وتشيلي، وفلسطين، وإثيوبيا، وكولومبيا، والهند، وبوركينا فاسو، وآيسلندا، وبلغاريا.
وكرم المهرجان في حفل الافتتاح المخرج الجزائري الراحل مالك آيت عودية، وعضو لجنة تنظيم المهرجان معمر مقران الذي توفي مؤخرا، إلى جانب صديق الثورة الجزائرية السينمائي البلغاري  كريستو غانيف (91 عاما) صاحب فيلم «عرس الأمل» الذي تناول الأيام الثلاثة الأولى لاستقلال الجزائر.

## أفلام مشاركة

### الوثائقي
1. المطلوبون الـ18
2. «غدا» للمخرج الفرنسي سيريل ديون

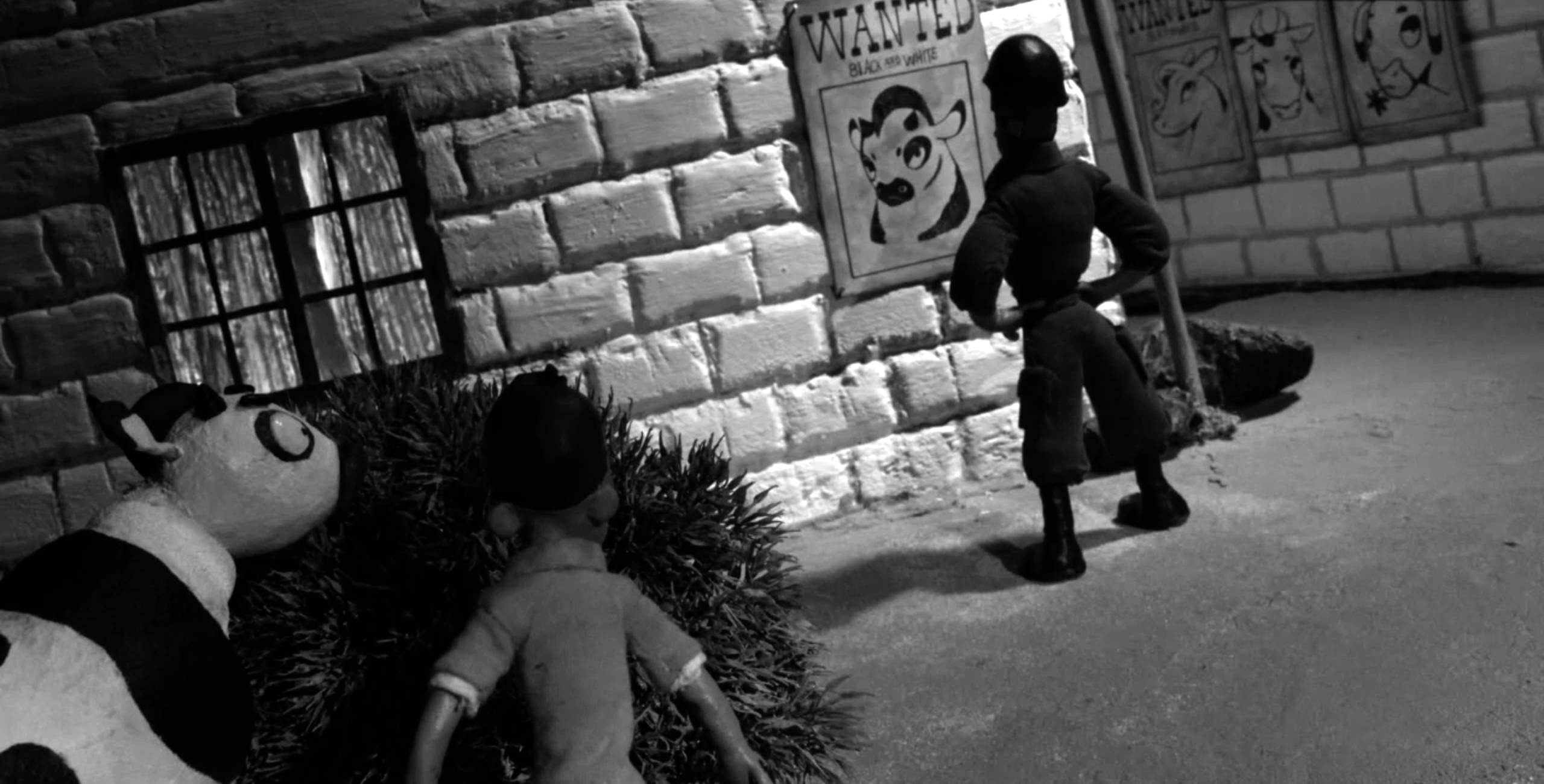
المطلوبون 18

3. «في راسي دوار» للمخرج حسان فرحاني (الجزائر)،
4. «روشميا» للمخرج سليم أبو جبل (فلسطين)،
5. «الرجل الذي يصلح النساء.. غضب أبقراط» للمخرج تييري ميشيل وكريستين بيرو (بلجيكا)،
6. «زر الصدف» للمخرج باتريسيو غوزمان (تشيلي).
7. فيكور غارا رقم 2547 ألفيرا دياز

### الروائي
1. «رامس» للمخرج غريمور هاكونارسن (آيسلندا).

1. «الأغاني التي علمها لي أخوتي» للمخرجة كلوو زاوو (كولومبيا)
2. «قلب الإعصار» للمخرج سيكو طراوري

## الجوائز
|    | الجوائز            | الروائي                     | المخرج           | الوثائقي                                           | المخرج                                                   |
| -- | ------------------ | --------------------------- | ---------------- | -------------------------------------------------- | -------------------------------------------------------- |
| 01 | الجائزة الكبرى     | "رامس"                      | غريمور هاكونارسن | في راسي دوار                                       | حسان فرحاني                                              |
| 02 | جائزة لجنة التحكيم | الأغاني التي علمها لي أخوتي | كلوو زاوو        | روشميا                                             | سليم أبو جبل                                             |
| 03 | جائزة الجمهور      | " قلب الإعصار"              | سيكو طراوري      | 1. زر الصدف 2. الرجل الذي يصلح النساء.. غضب أبقراط | 1. باتريسيو غوزمان (تشيلي). 2. تييري ميشيل وكريستين بيرو |